# Furto della succlavia
Con il termine furto della succlavia si fa riferimento a una situazione di alterazione emodinamica causata dall'ostruzione dell'arteria succlavia a monte dell'origine dell'arteria vertebrale, il che provoca una diminuzione della pressione non solo nella succlavia stessa, ma anche nell'arteria vertebrale. Dato che il flusso sanguigno segue dei gradienti di pressione, questa situazione determina uno scorrimento retrogrado del sangue che torna indietro dal poligono di Willis e, quindi, dal circolo cerebrale verso la vertebrale e poi verso la succlavia al di là della stenosi.
Il furto della succlavia viene esacerbato dall'attività fisica dell'arto interessato poiché il flusso sanguigno aumenta in tale situazione.

## Segni e sintomi
La situazione patologica si manifesta clinicamente in modo variabile, può essere asintomatica o provocare TIA, sincope, vertigini, disturbi del visus. I sintomi possono essere:
- pre-sincope (sensazione che si sta per svenire;
- sincope (svenimento);
- deficit neurologici;
- differenziale di pressione sanguigna tra le braccia;
- gravi problemi di memoria;
- ulcere distali da insufficienza vascolare sulle dita della mano.

## Cause
Tra le cause del furto della succlavia vi sono:
- l'aterosclerosi;
- la 1ª costa cervicale che provoca la stenosi;
- l'arterite di Takayasu.

## Meccanismo patologico
Il furto della succlavia si verifica quando il breve percorso a bassa resistenza lungo l'arteria succlavia diventa un percorso ad alta resistenza (a causa della stenosi) e il sangue evita il restringimento attraverso le arterie che alimentano il cervello (arteria vertebrale sinistra e destra, arteria carotide interna sinistra e destra). Il flusso sanguigno dal cervello all'arto superiore è considerato "rubato" in quanto è un volume sanguigno di cui il cervello poteva fare a meno, ma per via della particolare ridondanza della circolazione sanguigna il flusso sanguigno è incanalato verso queste arterie a più bassa resistenza rispetto all'arteria succlavia.
Normalmente, il sangue scorre dall' aorta all'arteria succlavia, e poi parte di quel sangue esce dall'arteria vertebrale per irrorare il cervello.
Nel fenomeno del furto della succlavia una quantità ridotta di sangue scorre attraverso l'arteria succlavia prossimale. Di conseguenza, il sangue viaggia su uno degli altri vasi sanguigni verso il cervello (arterie vertebrali o le carotidi), raggiunge l'arteria basilare, il circolo di Willis e,attraverso l'arteria vertebrale controlaterale , arriva fino alla succlavia (con stenosi prossimale) e scorre verso l'arteria succlavia distale (che fornisce l'arto superiore e la spalla).
Come nel furto vertebrale-succlavia, può verificarsi anche il furto coronarico-succlavia in pazienti che hanno ricevuto un innesto di bypass dell'arteria coronaria utilizzando l'arteria toracica interna (ITA), nota anche come arteria mammaria interna.